# Saison 2004 de l'équipe cycliste CSC

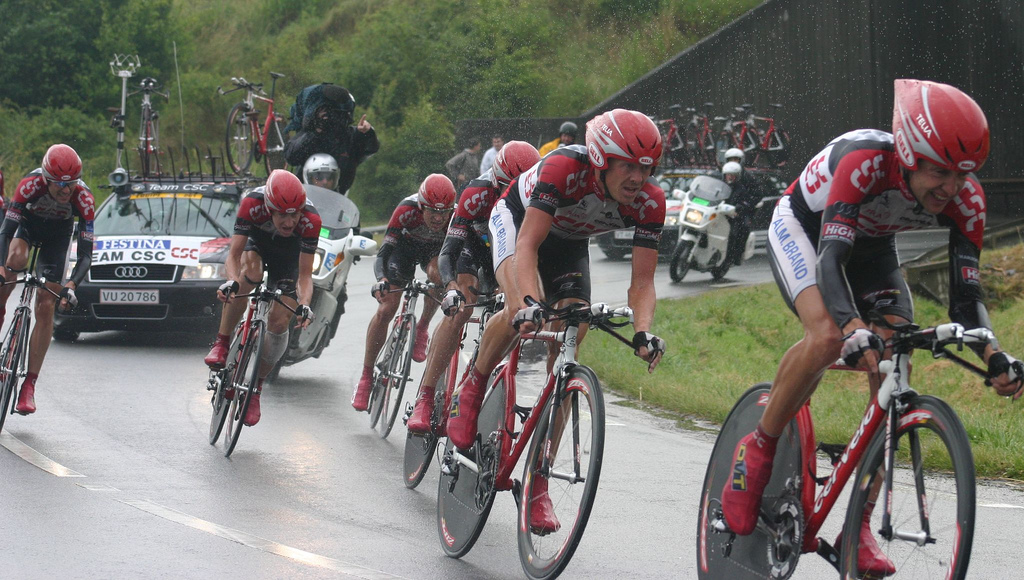

L'équipe cycliste CSC faisait partie en 2004 des Groupes Sportifs I, la première division des équipes cyclistes professionnelles.

## Sponsors et financement de l'équipe

### Arrivées et départs
| Arrivées            | Équipe 2003     |
| ------------------- | --------------- |
| Kurt Asle Arvesen   | Fakta           |
| Michele Bartoli     | Fassa Bortolo   |
| Ivan Basso          | Fassa Bortolo   |
| Fabrizio Guidi      | Bianchi         |
| Vladimir Gusev      | Néo-pro         |
| Frank Høj           | Fakta           |
| Jörg Jaksche        | ONCE-Eroski     |
| Bobby Julich        | Telekom         |
| Maximilian Sciandri | Lampre          |
| Brian Vandborg      | Néo-pro         |
| Jens Voigt          | Crédit agricole |

| Départs           | Équipe 2004             |
| ----------------- | ----------------------- |
| Julian Dean       | Crédit agricole         |
| Tyler Hamilton    | Phonak                  |
| Nicolas Jalabert  | Phonak                  |
| Lennie Kristensen | Retraite                |
| Jimmi Madsen      | Retraite                |
| Arvis Piziks      | Retraite                |
| Andrea Tafi       | Alessio-Bianchi         |
| Geert Van Bondt   | Landbouwkrediet-Colnago |
| Paul Van Hyfte    | Vlaanderen-T-Interim    |

## Effectif
| Cycliste             | Date de naissance | Nationalité | Équipe 2003     |
| -------------------- | ----------------- | ----------- | --------------- |
| Kurt Asle Arvesen    | 09.02.1975        | Norvège     | Fakta           |
| Michele Bartoli      | 27.05.1970        | Italie      | Fassa Bortolo   |
| Ivan Basso           | 26.11.1977        | Italie      | Fassa Bortolo   |
| Michael Blaudzun     | 30.04.1973        | Danemark    |                 |
| Thomas Bruun Eriksen | 13.02.1979        | Danemark    |                 |
| Manuel Calvente      | 14.08.1976        | Espagne     |                 |
| Bekim Christensen    | 17.09.1974        | Danemark    |                 |
| Fabrizio Guidi       | 13.04.1972        | Italie      | Bianchi         |
| Vladimir Gusev       | 04.07.1982        | Russie      | Néo-pro         |
| Tristan Hoffman      | 01.01.1970        | Pays-Bas    |                 |
| Frank Høj            | 04.01.1973        | Danemark    | Fakta           |
| Jörg Jaksche         | 23.07.1976        | Allemagne   | ONCE-Eroski     |
| Bobby Julich         | 18.11.1971        | États-Unis  | Telekom         |
| Peter Luttenberger   | 13.12.1972        | Autriche    |                 |
| Jimmi Madsen         | 04.01.1969        | Danemark    |                 |
| Lars Michaelsen      | 13.03.1969        | Danemark    |                 |
| Andrea Peron         | 14.08.1971        | Italie      |                 |
| Jakob Piil           | 09.03.1973        | Danemark    |                 |
| Michael Sandstød     | 23.06.1968        | Danemark    |                 |
| Carlos Sastre        | 22.04.1975        | Espagne     |                 |
| Andy Schleck1        | 10.06.1985        | Luxembourg  |                 |
| Fränk Schleck        | 15.04.1980        | Luxembourg  |                 |
| Maximilian Sciandri  | 15.02.1967        | Royaume-Uni | Lampre          |
| Nicki Sørensen       | 14.05.1975        | Danemark    |                 |
| Brian Vandborg       | 04.12.1981        | Danemark    | Néo-pro         |
| Jens Voigt           | 17.09.1971        | Allemagne   | Crédit agricole |

1 Stagiaire à partir du 1er septembre

## Victoires
| Date       | Course                                        | Pays      | Classe | Vainqueur                  |
| ---------- | --------------------------------------------- | --------- | ------ | -------------------------- |
| 15/02/2004 | 5e étape du Tour méditerranéen                | France    |        | Jörg Jaksche               |
| 15/02/2004 | Classement général du Tour méditerranéen      | France    |        | Jörg Jaksche               |
| 07/03/2004 | 1re étape de Paris-Nice                       | France    |        | Jörg Jaksche               |
| 14/03/2004 | Classement général de Paris-Nice              | France    |        | Jörg Jaksche               |
| 28/03/2004 | 2e étape du Critérium international           | France    |        | Jens Voigt                 |
| 28/03/2004 | 3e étape du Critérium international           | France    |        | Jens Voigt                 |
| 28/03/2004 | Classement général du Critérium international | France    |        | Jens Voigt                 |
| 09/04/2004 | 5e étape du Tour du Pays basque               | Espagne   |        | Jens Voigt                 |
| 09/04/2004 | 6e étape du Tour du Pays basque               | Espagne   |        | Bobby Julich               |
| 01/05/2004 | GP SATS-Midtbank                              | Danemark  |        | Frank Høj                  |
| 30/04/2004 | CSC Classic-GP Aarhus                         | Danemark  |        | Kurt Asle Arvesen          |
| 23/05/2004 | Classement général du Tour de Bavière         | Allemagne |        | Jens Voigt                 |
| 25/06/2004 | Championnat du Danemark du contre-la-montre   | Danemark  |        | Michael Sandstød           |
| 27/06/2004 | Championnat du Danemark sur route             | Danemark  |        | Michael Blaudzun           |
| 16/07/2004 | 12e étape du Tour de France                   | France    |        | Ivan Basso                 |
| 27/07/2004 | 2e étape du Tour de Wallonie                  | Belgique  |        | Fabrizio Guidi             |
| 31/07/2004 | LUK Challenge Chrono Bühl                     | Allemagne |        | Jens Voigt et Bobby Julich |
| 05/08/2004 | 2e étape du Tour du Danemark                  | Danemark  |        | Fabrizio Guidi             |
| 06/08/2004 | 4e étape du Tour du Danemark                  | Danemark  |        | Jens Voigt                 |
| 08/08/2004 | Classement général du Tour du Danemark        | Danemark  |        | Kurt Asle Arvesen          |
| 25/09/2004 | Tour d'Émilie                                 | Italie    |        | Ivan Basso                 |

## Classements UCI

### Individuel
| Rang | Coureur           | Points |
| ---- | ----------------- | ------ |
| 11   | Ivan Basso        | 1400   |
| 19   | Jens Voigt        | 1276   |
| 30   | Bobby Julich      | 860    |
| 51   | Jörg Jaksche      | 662    |
| 60   | Carlos Sastre     | 633    |
| 65   | Kurt Asle Arvesen | 587    |
| 69   | Frank Høj         | 564    |
| 107  | Fränk Schleck     | 456    |
| 172  | Lars Michaelsen   | 307    |
| 185  | Vladimir Gusev    | 288    |

### Équipe
L'équipe CSC a terminé à la 3e place avec 8870 points.